# 胜券在握 (电影)
《胜券在握》是2024年上映的中国大陆剧情片，导演刘循子墨带领电影《扬名立万》的创作团队打造，里八神、刘循子墨编剧，张本煜、柯达联合编剧，邓超领衔主演，邓家佳、郑云龙、喻恩泰、张本煜、柯达主演。2024年11月15日在中国大陆上映。

## 剧情概要
一名互联网公司的资深员工白胜意外卷入公司内部的一场风波，为了捍卫自己的权益，他决定与其他人联手揭开事情背后的真相。然而，他们发现事情远比他们想象的更加复杂，隐藏着更大的谜团和危险。

## 演员阵容
- 邓超 饰演 白胜，互联网公司元老级员工。
- 邓家佳 饰演 方方
- 郑云龙 饰演 周望高
- 喻恩泰 饰演 任远劳
- 张本煜 饰演 张见
- 柯达 饰演 哈雷
- 杨皓宇 饰演 郝大哥（特别主演）
- 宁理 饰演 王天润
- 白客 饰演 金融资公司老板
- 刘循子墨 饰演 游戏子公司老板
- 陈明昊 饰演 段文康
- 佟晨洁 饰演 徐总
- 小爱 饰演 程序员主管
- 裴魁山
- 李晓川 饰演 被裁员工
- 卜钰 饰演 段文康秘书
- 张一杰 饰演 麦双诚
- 曲哲明 饰演 马宗宝
- 曲高位 饰演 优化部文职代表
- 李乃文 饰演 强尼（特邀出演）

## 制作
该片是导演刘循子墨时隔三年的第二部长片，与其处女作《扬名立万》中的演员邓家佳、喻恩泰、张本煜、柯达、杨皓宇再度合作。2024年3月获国家电影局批准立项，原名《梦想家》。

## 发行
2024年10月24日发布定档预告片和一组剧照，宣布定于同年11月15日在中国大陆上映，11月7日开启超前点映。

## 票房
中国大陆首周三天获得7370万人民币夺冠。
| 上一届： 《焚城》 | 2024年中国内地一周票房冠军 第46週 | 下一届： 《好东西》 |